# Ekspedyta
Ekspedyta – imię żeńskie pochodzenia łacińskiego, od czasownika expedio – "uwolnić, wyzwolić z więzów". Expeditus zaś oznacza "wolny, lekko ubrany, lekkozbrojny, szybki, zwinny".
Jest to żeński odpowiednik imienia Ekspedyt, a patronem tego imienia jest św. Ekspedyt (św. Wierzyn), patron spraw pilnych, nie cierpiących zwłoki.
Ekspedyta imieniny obchodzi 19 kwietnia.